# Landesmusikverband Rheinland-Pfalz
Der Landesmusikverband Rheinland-Pfalz ist ein eingetragener Verein und vertritt die Interessen von
825 Blasorchestern, Spielmanns- und Fanfarenzügen oder anderen Volksmusikgruppen mit circa 35.000 aktiven Musikern in Rheinland-Pfalz.
Er hat seinen Sitz in Schweich-Issel in der Nähe von Trier. Präsident des Verbandes ist Achim Hallerbach, Ehrenpräsidenten sind Günther Schartz, Beate Läsch-Weber und Richard Groß. Landesmusikdirektor ist Marco Lichtenthäler. Der Jugendverband ist die Landesmusikjugend Rheinland-Pfalz.
Der Landesmusikverband Rheinland-Pfalz ist Mitglied im Landesmusikrat Rheinland-Pfalz,
in der Bundesvereinigung Deutscher Musikverbände, im Internationalen Musikbund Confédération Internationale des Sociétés Musicales sowie in der Union Musicale Interregionale.

## Kreisverbände
- Region Koblenz
  - Kreismusikverband Ahrweiler
  - Kreismusikverband Altenkirchen
  - Kreismusikverband Bad Kreuznach
  - Kreismusikverband Birkenfeld
  - Kreismusikverband Cochem-Zell
  - Kreismusikverband Mayen-Koblenz
  - Kreismusikverband Neuwied
  - Kreismusikverband Rhein-Hunsrück
  - Kreismusikverband Westerwald

- Region Rheinhessen-Pfalz
  - Musikverband Deutsche Weinstraße
  - Kreismusikverband Westpfalz
  - Kreismusikverband Pirmasens-Zweibrücken
  - Kreismusikverband Rhein-Pfalz
  - Kreismusikverband Rheinhessen
  - Kreisverband Musikkreis Donnersberg

- Region Trier
  - Kreismusikverband Bernkastel-Wittlich
  - Kreismusikverband Bitburg-Prüm
  - Kreismusikverband Trier-Saarburg
  - Kreismusikverband Vulkaneifel